# Коттонвуд (город, Миннесота)
Коттонвуд (англ. Cottonwood) — город в округе Лайон, штат Миннесота, США. На площади 2,2 км² (2,2 км² — суша, водоёмов нет), согласно переписи 2002 года, проживают 1148 человек. Плотность населения составляет 517 чел./км².
- Телефонный код города — 507
- Почтовый индекс — 56229
- FIPS-код города — 27-13564[1]
- GNIS-идентификатор — 0641528[2]